# Candice Swanepoel
Candice Susan Swanepoel (/ˈswɒnəpuːl/ swon-ə-pool; en afrikáans: [svɐnɛˈpul]; Mooi River, KwaZulu-Natal, 20 de octubre de 1988) es una supermodelo sudafricana. Desde 2007 es uno de los Ángeles de Victoria's Secret, y en 2013 portó el Royal Fantasy Bra en el Victoria's Secret Fashion Show. Del año 2010 a 2013 estuvo entre las «10 modelos mejor pagadas del mundo». En 2014 estuvo entre las "21 modelos mejor pagadas del mundo" con el puesto número 16° y en los años 2015 y 2016 volvió a entrar en el top de las 10 mejores pagadas del mundo, todo según la revista Forbes.

## Biografía
Swanepoel nació en 1988 en Mooi River, KwaZulu-Natal, Sudáfrica, proviene de una familia afrikáner de ascendencia neerlandesa, sus padres son Willen Swanepoel y Eileen Green, además, tiene un hermano mayor llamado Stephen. Swanepoel estudió en el Colegio St. Anne’s. Habla tres idiomas, afrikáans, inglés y portugués. A pesar de haberse criado en una granja, a los 15 años fue descubierta por un cazatalentos en un mercadillo de Durban.

## Carrera

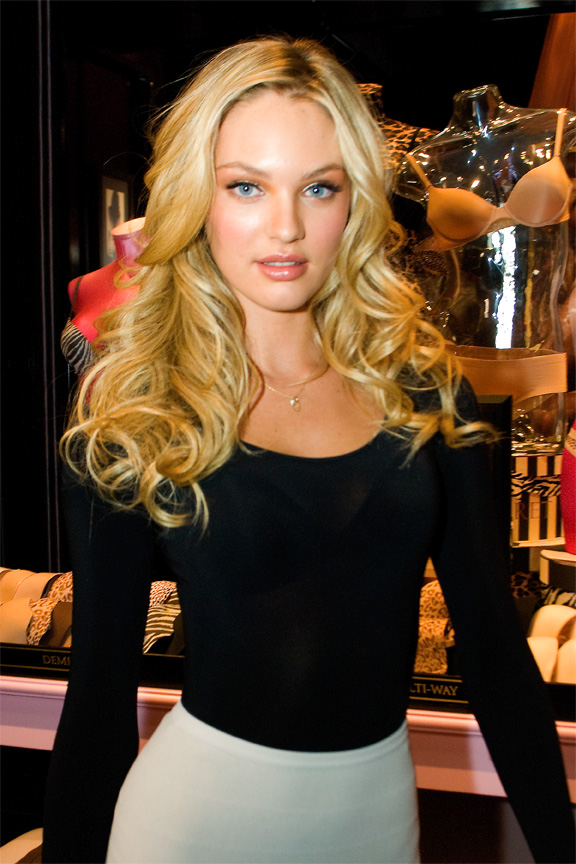
Candice-Swanepoel en 2010.

Sus primeros trabajos como modelo los realizó en Durban, donde fue descubierta. Posteriormente emigró a varias ciudades de Europa, y allí debutó en el desfile de Tommy Hilfiger para su colección de primavera-verano de 2006, en septiembre de 2005, así como también modeló para Dolce & Gabbana. Durante esos años apareció en diversas portadas de revistas como Cosmopolitan, Vogue, Elle, Bazaar, entre otras.
Entre 2010 y 2012 apareció en las portadas de Marie Claire (Sudáfrica), Vogue (Francia e Italia), GQ (Reino Unido), entre otras, y apareció en las pasarelas de casas de diseñadores como Tom Ford, Versace o Giambattista Valli.
Swanepoel ha sido elegida por varios años como una de las «100 mujeres más sexies del mundo» por la revista británica FHM, mientras que la revista para hombres Maxim la enlistó en la primera posición del «Hot 100 List» de 2014. Swanepoel debutó en el top diez de las modelos mejor pagadas de Forbes, con ganancias de US $3 millones, entre 2010 y 2011; y en 2016 se ubicó en la octava posición con ganancias de 7 millones de dólares. En 2017 posa para la portada de la revista Vogue edición Brasil y a finales de ese año lanza su propia colección de trajes de baño, llamada Tropic of C, con ella misma como modelo de la marca. En 2018 formó parte del selecto grupo de celebridades consideradas como las más hermosas del mundo por la revista Maxim. En 2019 su marca de trajes de baño fue galardonada con el premio Lanzamiento del Año en los Fashion Los Angeles Awards. 

### Victoria's Secret
En 2007 comenzó a trabajar con la firma Victoria's Secret como modelo de prueba, y ese mismo año debuta en el Victoria's Secret Fashion Show. En 2010 se convierte oficialmente en uno de los Ángeles de Victoria's Secret. Ese mismo año fue la encargada de inaugurar oficialmente la primera tienda minorista de la marca en el centro comercial West Edmonton Mall, en Edmonton, Canadá. Fue elegida para dar apertura al desfile en 2011.
Para el Victoria's Secret Fashion Show de 2013, fue escogida como portadora del Fantasy Bra, llamado ese año «Royal Fantasy Bra», un sostén valorado en 10 millones de dólares creado por Mouawad. El sujetador y su cinturón a juego constaba de más de 4.200 gemas preciosas, incluyendo rubíes, diamantes y zafiros amarillos en oro de 18 quilates con un rubí de 52 quilates en el centro. Dicho sujetador es el más caro de la colección Fantasy Bra desde el «Sexy Splendor Fantasy Bra» (2005) de Gisele Bündchen. Candice Swanepoel y Gisele Bundchen son las únicas supermodelos que han abierto el show portando el Fantasy Bra.
Swanepoel no participó en la edición de 2016 del desfile debido a su primer embarazo. Vuelve a desfilar para la marca en 2017 dando apertura por tercera vez al show. Días después del desfile, se confirma que la modelo se encontraba esperando a su segundo hijo.
Actualmente, tras la salida de Alessandra Ambrosio en 2017, Adriana Lima en 2018 y de Lily Aldridge y Behati Prinsloo en 2019, es el único ángel veterano de la marca, aunque no se sabe si su contrato finalizará pronto. 
En su paso por Victoria's Secret, Candice ha participado en 11 desfiles, a los cuales ha dado apertura en 3 ocasiones y cierre en 1 ocasión. De igual forma ha realizado la apertura de 8 segmentos, el cierre de 3 y ha lucido el Fantasy Bra en 1 oportunidad.

## Vida personal
La modelo mantuvo una relación sentimental con el modelo brasileño Hermann Nicoli (nacido el 8 de julio de 1982), que comenzó en 2005 cuando ella tenía 17 años y él 23, razón por la cual aprendió a hablar portugués. En agosto de 2015 la pareja anunció su compromiso matrimonial tras 10 años de noviazgo. Sin embargo, se separaron a finales de 2018.
En marzo de 2016 anunciaron que estaban esperando su primer hijo juntos. Un niño, llamado Anacã, nació el 5 de octubre de 2016. En diciembre de 2017 anuncio vía Instagram su segundo embarazo. El 19 de junio de 2018 dio a luz a su segundo hijo, un varón llamado Ariel.
Junto a la modelo Christy Turlington, Swanepoel participa activamente en Mother2Mother, una organización benéfica dedicada a lograr una «generación libre de VIH» de niños y madres en África. Swanepoel diseña denims para ellos.